# Meleci d'Antioquia
Meleci d'Antioquia (grec antic: Μελέτιος, Meletius; Melitene, Capadòcia, s. IV - Constantinoble, 381) fou un eclesiàstic grec del segle iv que és venerat com a sant per diverses confessions cristianes.

## Biografia
Meleci nasqué a Melitene en una família destacada de la qual va heretar una hisenda a Armènia Menor. Pel seu bon caràcter va adquirir una gran reputació i quan Eustaci fou deposat com a bisbe de Sebaste al concili de Melitene el 357, va ocupar el seu lloc. El càrrec era conflictiu i va renunciar-hi, retirant-se a Berea (Alep) d'on suposadament fou bisbe i es va decantar a favors dels arrians. Hi va subscriure, probablement, la confessió de fe d'Ariminium, i la dels acacians a Selèucia el 359; sota la influència d'aquests fou nomenat bisbe (arquebisbe) d'Antioquia el 360 o 361.
Durant un temps va provar d'acontentar a tothom, amb un llenguatge ambigu, però progressivament es va acostar al partit ortodox. Fou cridat per l'emperador Constanci II que ja havia rebut a Jordi de Laodicea i Acaci de Cesarea i havien donat explicacions més o menys heterodoxes, però Meleci va confessar les seves creences ortodoxes; els arrians el van acusar llavors de sabel·lianisme i van convèncer a l'emperador de deposar-lo i desterrar-lo, cosa que l'emperador va fer i Meleci fou desterrat a Melitene, i Èuzios fou nomenat al seu lloc (vers 361); els ortodoxos van provocar llavors un cisma i van trencar amb els arrians que seguia a una primera escissió ortodoxa el 330 quan havia estat deposat Eustaci; els partidaris d'aquest, coneguts com a eustacians, al·legaven que Meleci no era vàlid com a bisbe per haver estat ordenat per arrians.
A la pujada al tron de Julià l'Apòstata el 362, Meleci va poder tornar a Antioquia i va tractar de reconciliar les parts, cosa que semblava facilitada per la mort d'Eustaci, però el zel de Lucífer de Caralis, que va ordenar Paulí com a bisbe eustacià, ho va fer impossible. Mentrestant, els arrians van conservar moltes esglésies i els ortodoxos només en tenien dues; Valent encara els va privar d'aquestes i Meleci fou desterrat (vers 365). En absència seva, el partit ortodox fou dirigit per Flavià i Diodor.
El 378, a la mort de Valent, Meleci fou cridat altre cop, però l'edicte de Flavi Gracià que permetia retornar als exiliats va fer tornar llavors Doroteu, el bisbe arrià successor d'Èuzios, que va recuperar l'arquebisbat, però passat un temps li fou retornat a Meleci. Encara restava actiu el seu rival Paulí, que no s'avingué a les propostes que se li van fer.
El 381 Meleci va anar al Primer Concili de Constantinoble i va morir a la ciutat durant les sessions. El seu cos fou portat a Antioquia on fou enterrat. El va succeir Flavià I d'Antioquia.

## Arquebisbes d'Antioquia 324-449
- Arquebisbes eustacians
  - Eustaci 324-361
  - Paulí 361-388
  - Evagri 388-393

- Arquebisbes ortodoxos 
  - Meleci (360- 381)
  - Flavià I (381-404)
  - Porfiri (404-412)
  - Alexandre I (412-417)
  - Teodot (417-428)
  - Joan I (428-442)
  - Domne II (442-449)

- Arquebisbes arrians
  - Eulali (331-332)
  - Eufroni (332-333)
  - Flàcid (333-342)
  - Esteve I (342-344)
  - Lleonci (344-358)
  - Eudoxi (358-359)
  - Vital II (359)
  - Anià (359-360)
  - Èuzios (361-378)
  - Doroteu (378-381)